# Jan Paagman Sterrenwacht
De Jan Paagman Sterrenwacht is een Nederlandse publiekssterrenwacht in Asten. De sterrenwacht beschikt over het Pieterse Planetarium en een presentatieruimte met audiovisuele hulpmiddelen.

## Geschiedenis

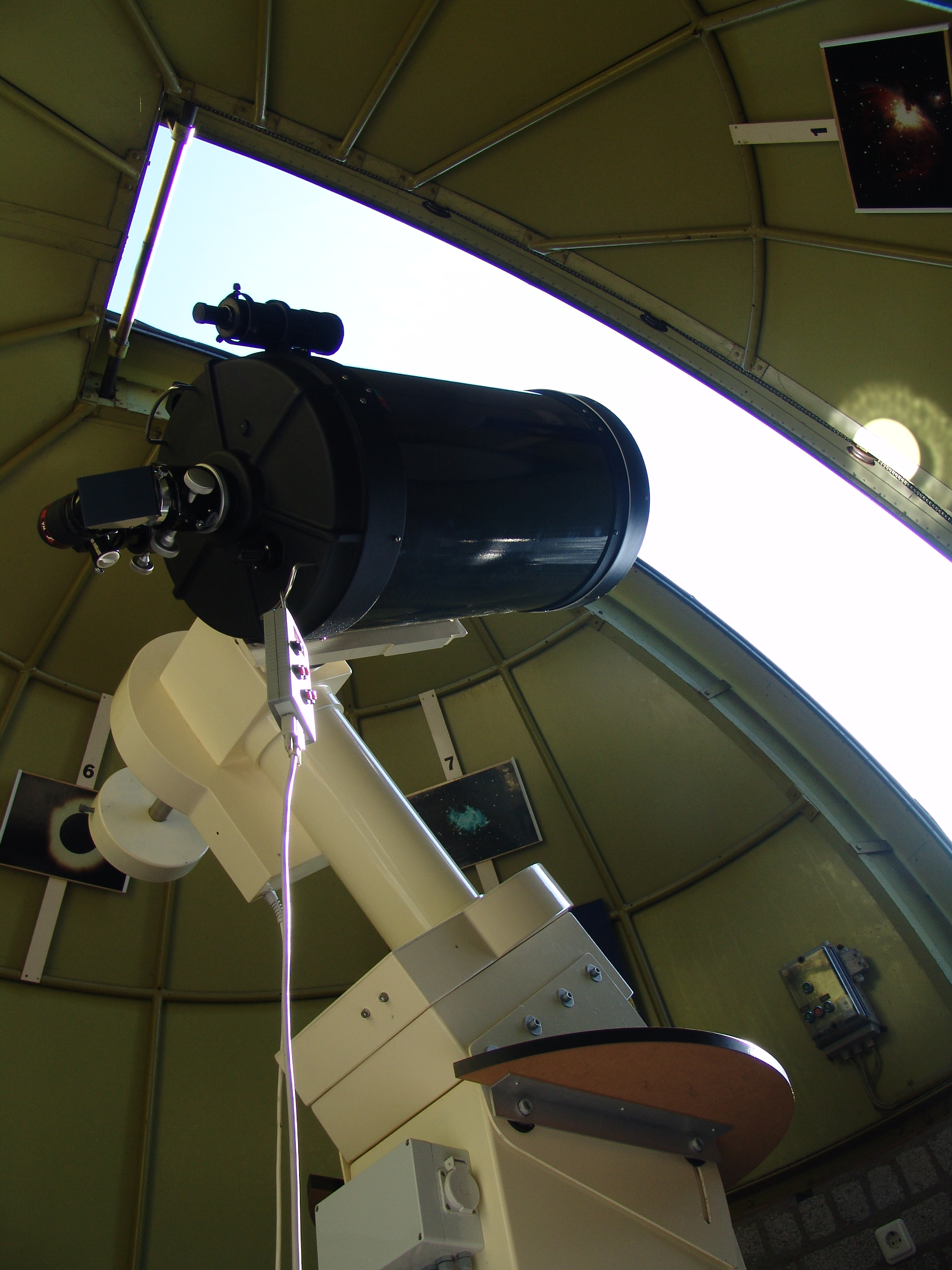
De telescoop van de sterrenwacht

Jan Paagman en Andre Sypkens (studenten aan de Technische Universiteit Eindhoven) waren begin jaren zestig van de twintigste eeuw de initiatiefnemers van een plan om een astronomische telescoop te bouwen. Zij slepen een spiegel met een diameter van 24 centimeter, met de bedoeling om een newtontelescoop met een brandpuntsafstand van 180 centimeter te bouwen. Paagman overleed onverwachts in 1962. Sypkens wilde het project niet meer voortzetten. Hoewel sterrenkunde niet zijn hobby was, besloot de vader van Paagman, Ben Paagman, zich te verdiepen in de technische details van een sterrenkijker. Hij wilde een blijvend monument oprichten voor zijn overleden zoon.
Paagman sr., directeur van een LTS in Helmond, ontwierp de kijker en de koepel. Tijdens praktijkopdrachten maakten leerlingen van Helmondse scholen de benodigde onderdelen. De kijker werd geplaatst bij het huidige Museum Klok & Peel in Asten in een nieuw koepelgebouw. Op 23 mei 1980 vond de officiële opening plaats. De newtontelescoop werd in het jaar 2000, als gevolg van voortschrijdende technische mogelijkheden, vervangen door een moderne telescoop. Dit betreft een Celestron C14 Schmidt Cassegrain-kijker die beweegbaar is op een parallactische montering.

## Publieks- en verenigingsactiviteit
De Jan Paagman Sterrenwacht is een publiekssterrenwacht met als doelstelling om sterrenkunde bereikbaar te maken voor een groot publiek. Het beheer van de accommodatie en de organisatie van publieksactiviteiten vindt plaats onder de verantwoordelijkheid van een stichting. Daarnaast is er een vereniging die de uitoefening van sterrenkundige activiteiten ten doel heeft.